# Paraliparis antarcticus
Paraliparis antarcticus és una espècie de peix pertanyent a la família dels lipàrids.

## Descripció
- Fa 16,3 cm de llargària màxima.[6][7]

## Hàbitat
És un peix marí i batidemersal que viu entre 300 i 782 m de fondària.

## Distribució geogràfica
Es troba a l'oceà Antàrtic: l'est de l'Antàrtida.

## Observacions
És inofensiu per als humans.